# Barcode (zespół muzyczny)
Barcode – duński zespół muzyczny reprezentujący gatunek hardcore punk założony w 1995 roku.

## Dyskografia

### Albumy
- 1999 Beerserk, (1999, Hardboiled)
- 2003 Hardcore, (2003, Hardboiled)
- 2003 Hard Jet Super Flash, (2003, Diehard)
- 2005 Showdown, (2005, Nuclear Blast)
- 2006 Ahead of the Game, (2006, Season Of Mist)